# Jan Palouš
Jan Arnold Palouš, detto Koza (České Budějovice, 25 ottobre 1888 – Praga, 25 settembre 1971), è stato un hockeista su ghiaccio ceco.

## Palmarès

### Olimpiadi
- Bronzo a Anversa 1920 nell'hockey su ghiaccio.